# Alexandra Stan
Alexandra Ioanna Stan (stilizálva Alexandra Staи) (Konstanca, 1989. június 10. –) román énekesnő és dalszövegíró. Debütáló, Lollipop (Param Pam Pam) című kislemeze 2009-ben jelent meg. 2010 elején az Egyesült Államok rádiói is elkezdték játszani, 18. helyet ért el az ottani listán. Az igazi áttörést a Mr. Saxobeat című slágere hozta meg számára, melyből egymillió példány kelt el világszerte, valamint több mint 20 országban lett top 5-ös sláger. 2011 augusztusában jelent meg Saxobeats című debütáló lemeze. Erről jelentek meg később a Get Back (ASAP) és 1.000.000 című kislemezek. 2012. június 4-én került kiadásra Lemonade című slágere, melyet szeptemberben a Cliche (Hush Hush) követett.

## Életrajz
Középiskolába Konstancába járt, jelenleg pedig az "Andrei Șaguna" Egyetem management szakos hallgatója. Közelmúltban több ének-zenés vetélkedőn vett részt Románia szerte, míg 2009-ben a Maan Music szerződést ajánlott neki.

## Nehézségek
2013. június 15-én, egy szombat estén, Alexandra szóváltásba keveredett a stúdióban menedzserével, Marcel Prodan-nal (akihez egykor szerelmi kalandok is fűzték), annak okán, hogy Alexandra számonkérte a koncertekből befolyt bevételeket, melyeket nem kapott meg. A menedzser ekkor bántalmazta. Alexandra egy kis időre eszméletét vesztette, majd később közösen indultak el autóval. Az autóban tovább folytatódott a vita, és addig fajult, hogy a menedzser, Marcel Prodan kilökte az autóból Alexandrát, majd elhajtott.
Alexandrát kórházba szállították. Egy vesével született a fiatal énekesnő, így akár az életébe is kerülhetett volna ez a verés.
A menedzsere kiírta a lány rajongói oldalára, hogy a lányt autóbaleset érte:
'Alexandra Stan has been involved in an accident. She is recovering. More info to come.
Alexandra Stan Management'
Ezt követően a lány tudatta, hogy valójában megverték őt, és szó sem volt semmi autóbalesetről. Több százan fenyegették meg Marcel Prodan-t a bejegyzés alatt, valamint a menedzser saját rajongói oldalán is. Egy Anti-Marcel Prodan oldalt is csináltak a szóban forgó közösségi oldalon.
Július elején Marcel Prodan-t látni vélték a román tengerparton, Mamaia üdülővárosban, ahol láthatóan próbálta álcázni magát (napszemüvegben ment bele a vízbe is). A rendőrség felvette a kapcsolatot a menedzser ügyvédjeivel.
A rehabilitáció miatt Alexandra Stan lemondott néhány koncertet.[forrás?]

## Zenei pályafutása
2009-ben kiadta első kislemezét, amely a Lolipop (Param Pam Pam) címet kapta. Bár a szám nem lett óriási siker, megalapozta Stan karrierjét mint szólóénekes.
Következő maxija az Andrei Nemirschi és Marcel Prodan producer páros által írt Mr. Saxobeat jelentette Stan számára az igazi áttörést, nem csak Romániában de nemzetközileg is egyaránt. A szám megjelenését követően 2010-ben nyolc hetet töltött a Román Hot 100 listavezető helyén, illetve top 10-be került Európa-szerte mindenhol, ahol kiadásra került.
A kislemez az Egyesült Államokban is sikereket ért el, három hetet töltve a Billboard Hot Dance Radio Airplay Chart első helyén, mindeközben egészen a 24. helyig jutva a Billboard Hot 100 összesített listáján.
Magyarországon a Mr. Saxobeat 2011 egyik legtöbbet játszott dala lett. A maxi összesen 36 hetet töltött a Mahasz Rádiós Top 40-ben. A 2011-es Mahasz rádiós összesített éves listán az 5. legtöbbet játszott dal lett.
Harmadik kislemeze a Saxobeats albumról a Get Back ASAP lett, mely korántsem lett akkora siker mint elődje. Magyarországon így is Top 10-be került a Rádiós Top 40-ben.

## Diszkográfia
- Saxobeats (2011)

## Díjak és jelölések
| Év   | Díj                            | Kategória              | A jelölés tárgya | Eredmény |
| ---- | ------------------------------ | ---------------------- | ---------------- | -------- |
| 2011 | 2011 MTV Europe Music Awards   | Legjobb román előadó   | Alexandra Stan   | Elnyerte |
| 2011 | 2011 MTV Europe Music Awards   | Legjobb európai előadó | Alexandra Stan   | Jelölve  |
| 2011 | European Border Breakers Award | Európai határáttörő    | Alexandra Stan   | Elnyerte |
| 2012 | RRA Awards                     | Legjobb pop-dance dal  | Get Back (ASAP)  | Elnyerte |
| 2012 | Romanian Music Awards          | Legjobb nő             | Alexandra Stan   | Elnyerte |
| 2012 | Romanian Music Awards          | Legjobb album          | Saxobeats        | Jelölve  |